# Leonhardt & Blumberg
Die Reederei Leonhardt & Blumberg wurde 1903 von den Partnern Adolf Leonhardt und Arthur Blumberg in Hamburg gegründet.

## Geschichte
Die Reederei Leonhardt & Blumberg wurde 1903 in Hamburg gegründet. Nach dem Tod von Arthur Blumberg im Jahre 1922 wurde die Reederei von der Familie Leonhardt weitergeführt. Nach dem Zweiten Weltkrieg waren alle Schiffe verloren oder abgeliefert. Heute wird die Reederei in der dritten Generation von Frank Leonhardt geleitet. Dieser ist Präsidiumsmitglied im Verband Deutscher Reeder und war bis zum 12. November 2008 dessen Vorstandsvorsitzender.
In diesen mehr als 100 Jahren betrieb Leonhardt & Blumberg 150 Schiffe, in der Vergangenheit im Wesentlichen Stückgutschiffe und Massengutschiffe.

## Reederei heute
Bei der Flotte der Reederei handelt es sich heute neben Kühlschiffen überwiegend um moderne Containerschiffe mit einer Kapazität zwischen 1.000 TEU und 4.500 TEU. Diese Schiffe sind unter Zeitcharterverträgen mit verschiedenen Linienreedereien im weltweiten Verkehr beschäftigt.
Alle Funktionen des Reedereibetriebes wie Geschäftsleitung, Befrachtung, Technik und Ausrüstung, Seepersonal, Versicherung, Finanzwesen und Neubauangelegenheiten werden zentral in dem firmeneigenen Bürogebäude am Elbufer in Hamburg wahrgenommen.

### Entführung derHansa Stavangerdurch Piraten
Im April 2009 wurde das der Reederei gehörende Containerschiff „Hansa Stavanger“ vor der Küste Somalias von Piraten geentert und entführt. Erst im August 2009 kamen das Schiff sowie die 24 Besatzungsmitglieder nach Zahlung von 2,75 Millionen US-Dollar Lösegeld wieder frei. Kurz nach der Freilassung wurde dem Kapitän der „Hansa Stavanger“ gekündigt.  Im April 2013 wurde das Containerschiff „Hansa Marburg“ vor der Küste Äquatorialguineas überfallen und vier Besatzungsmitglieder als Geiseln genommen.
Seitens der Gewerkschaften ver.di und Internationale Transportarbeiter-Föderation (ITF) wurde der Reederei vorgeworfen, die Tarifverträge der ITF, die als internationaler Mindeststandard für die Entlohnung von seemännischem Personal dienen, nicht zu unterzeichnen, um so unverhältnismäßig niedrige Löhne zahlen zu können. Im Zusammenhang mit den Protesten der Gewerkschaften kam es in der Vergangenheit unter anderem zum Boykott der Entladung eines Schiffs von Leonhardt & Blumberg im Hamburger Hafen.

### Aktuell
Die Reederei Leonhardt & Blumberg ist Eigner von 36 Containerschiffen in den Größen von 1500 bis 3600 TEU und beschäftigt an Land und auf See rund 1000 Mitarbeiter. Sie fusionierte 2017 mit der Reederei Buss Shipping und gründeten eine gemeinsame Bereederungsgesellschaft Leonhardt & Blumberg Shipmanagement. Laut eigenen Angaben zählen 17 Container-Feederschiffe zwischen 880 und 2800 TEU zur Buss-Flotte.
Die gemeinsame Flotte von 55 Containerschiffen hat ein Durchschnittsalter von acht Jahren und gehört überwiegend zum Feedersegment.